# Naso maculatus
A Naso maculatus a sugarasúszójú halak (Actinopterygii) osztályának sügéralakúak (Perciformes) rendjébe, ezen belül a doktorhalfélék (Acanthuridae) családjába tartozó faj.

## Előfordulása
A Naso maculatus a Csendes-óceánban fordul elő. Az elterjedési területe Japán, a Lord Howe-szigetcsoport és Hawaii között terül el.

## Megjelenése
Ez a halfaj általában 46 centiméter hosszú, de akár 60 centiméteresre is megnőhet. A hátúszóján 6-7 tüske és 26-28 sugár, míg a farok alatti úszóján 2 tüske és 26-28 sugár ül. A teste hosszúkás; továbbá magasabb és kékesebb, mint a rokon Naso lopezié. A felnőtt példánynál sem fejlődik ki a „szarv”. A faroktő két oldalán két-két kis, félkör alakú lemezke látható. A farokúszó kerekített, és nem nőnek ki belőle nyúlványok.

## Életmódja
Trópusi és tengeri hal, amely a mélyen fekvő korallzátonyokon él. 43-220 méteres mélységekben lelhető fel. A mélyebben levő vízalatti sziklafalakat kedveli. Olykor a nyílt tengerre is kiúszik.